# Арново Село
Арново Село (словен. Arnovo selo) — поселення в общині Брежиці, Споднєпосавський регіон, Словенія. Висота над рівнем моря: 217,9 м.